# Cobitis squataeniatus
Cobitis squataeniatus är en fiskart som beskrevs av Ngô 2008. Cobitis squataeniatus ingår i släktet Cobitis och familjen nissögefiskar. IUCN kategoriserar arten globalt som otillräckligt studerad. Inga underarter finns listade i Catalogue of Life.